# 퍼슈커이 라슬로
퍼슈커이 라슬로(헝가리어: Paskai László, 1927년 5월 8일 - 2015년 8월 17일)는 헝가리의 로마 가톨릭교회 추기경이다. 1987년부터 2002년까지 에스테르곰-부다페스트 대교구장을 지냈다.

## 유년기
퍼슈커이 라슬로는 세게드에서 가톨릭으로 회심한 유대인 부모 사이에서 태어났는데, 나중에 그의 부모는 홀로코스트 시기에 사망했다.

## 성직 입문
퍼슈커이 라슬로는 1951년 3월 3일 23세의 나이에 작은형제회에 입회하여 사제품을 받았다. 사제품을 받은 그는 부다페스트에서 얼마 간 신학 공부를 한 후, 나지바라드 교구에 가서 사목 활동을 하였다. 세게드로 돌아온 그는 1952년부터 1955년까지 교구 전례위원장을 맡았다. 그 후 1955년부터 1962년까지 그곳 신학교에서 철학 교수로 일했다. 이어 1965년까지 부다페스트 중앙 신학교에서 철학을 가르치는 한편 영성 지도자로 봉직하다가 1973년 교목으로 임명됐다. 1978년 3월 2일 퍼슈커이 라슬로는 교황 바오로 6세에 의해 베스프렘 대교구장 서리와 바바갈리아나 명의주교로 임명됐다.
1979년 3월 31일 교황 요한 바오로 2세는 그를 베스프렘 교구장에 임명했다. 1987년 3월 3일 퍼슈커이 라슬로는 헝가리의 수석 주교이자 에스테르곰 대교구장에 임명됐다. 그리고 산타 테레아 알 코르소 디탈리아 성당의 사제급 추기경에 서임되었다. 1993년 에스테르곰 교구가 부다페스트 대교구에 합병되면서 퍼슈커이 추기경은 에스테르곰-부다페스트 대교구의 첫 번째 대교구장이 되었다. 퍼슈커이 추기경은 75세를 넘긴 2002년 12월 에스테르곰-부다페스트 대교구장직을 사임했다.

## 은퇴
은퇴 후 퍼슈커이 추기경은 에스테르곰 대성당에서 그리 멀지 않은 곳에 기거하다가 2005년 성 라자로 기사단의 영성 지도자가 되었다. 같은 해 그는 교황 베네딕토 16세가 선출된 콘클라베에 참석하였다.
2011년 7월 17일 퍼슈커이 추기경은 부다페스트의 성 이슈트반 대성당에서 거행된 헝가리의 마지막 왕세자이자 왕위 계승권 소유자인 오토 폰 합스부르크의 위령 미사에 참석하였다. 그리고 2015년 8월 17일 88세를 일기로 선종하였다.